# Marius Gersbeck
Marius Gersbeck est un footballeur allemand né le 20 juin 1995 à Berlin. Il évolue au poste de gardien de but au Hertha Berlin.

## Carrière
Le 13 juin 2023 il signe un contrat de trois ans au Hertha Berlin. Le Hertha débourse 300 mille euros pour la clause de rachat incluse lors de sa vente à Karlsruhe en 2019.

## Palmarès

### En club
Hertha Berlin
- Championnat d'Allemagne de deuxième division (1) :
  - Vainqueur en 2013.

### En sélection nationale
Allemagne -19 ans
- Championnat d'Europe (1) :
  - Vainqueur en 2014.